# Selenophoma asterina
Selenophoma asterina är en svampart som först beskrevs av Berk. & Broome, och fick sitt nu gällande namn av B. Sutton 1980. Selenophoma asterina ingår i släktet Selenophoma och familjen Dothioraceae.   Inga underarter finns listade i Catalogue of Life.